# Martino di Tours
Martino di Tours (in latino Martinus; Sabaria, 316 circa – Candes, 8 novembre 397) è stato un vescovo e militare romano di origine pannona del IV secolo.
Originario della Pannonia, nell'odierna Ungheria, esercitò il suo ministero nella Gallia del tardo impero romano.
Tra i primi santi non martiri proclamati dalla Chiesa cattolica, è venerato anche da quella ortodossa e da quella copta. Si celebra l'11 novembre, giorno dei suoi funerali avvenuti nell'odierna Tours. È considerato uno dei grandi santi della Gallia insieme a Dionigi, Liborio, Privato, Saturnino, Marziale, Ferreolo e Giuliano. In Italia vi sono oltre 900 chiese a lui dedicate. È uno dei fondatori del monachesimo in Occidente.

## Biografia
Martino nacque a Sabaria Sicca. Il padre, tribuno militare della legione, gli diede il nome di Martino in onore di Marte, il dio della guerra. Ancora bambino si trasferì coi genitori a Pavia, dove suo padre aveva ricevuto un podere in quanto ormai veterano, e in quella città trascorse l'infanzia. A dieci anni fuggì di casa per due giorni che trascorse in una chiesa (probabilmente a Pavia).
Nel 331 un editto imperiale obbligò tutti i figli di veterani ad arruolarsi nell'esercito romano. Fu reclutato nelle Scholae imperiali, corpo scelto di 5 000 unità perfettamente equipaggiate: disponeva quindi di un cavallo e di uno schiavo. Fu inviato in Gallia, presso la città di Amiens, nei pressi del confine, e lì passò la maggior parte della sua vita da soldato. Faceva parte, all'interno della Guardia Imperiale, di truppe non combattenti che garantivano l'ordine pubblico, la protezione della posta imperiale, il trasferimento dei prigionieri o la sicurezza di personaggi importanti.

### La tradizione del taglio del mantello
In qualità di circitor, il suo compito era la ronda di notte e l'ispezione dei posti di guardia, nonché la sorveglianza notturna delle guarnigioni. Durante una di queste ronde avvenne l'episodio che gli cambiò la vita (e che ancora oggi è quello più ricordato e più usato dall'iconografia). Nel rigido inverno del 335 Martino incontrò un mendicante seminudo. Vedendolo sofferente, tagliò in due il suo mantello militare (la clamide bianca della guardia imperiale) e lo condivise con il mendicante.
La notte seguente vide in sogno Gesù rivestito della metà del suo mantello militare. Udì Gesù dire ai suoi angeli: «Ecco qui Martino, il soldato romano che non è battezzato, egli mi ha vestito». Quando Martino si risvegliò il suo mantello era integro. Il mantello miracoloso venne conservato come reliquia ed entrò a far parte della collezione di reliquie dei re Merovingi dei Franchi. Il termine latino medievale per "mantello corto", cappella, venne esteso alle persone incaricate di conservare il mantello di san Martino, i cappellani, e da questi venne applicato all'oratorio reale, che non era una chiesa, chiamato cappella.

### Conversione al cristianesimo
Il sogno ebbe un tale impatto su Martino, che egli, già catecumeno, venne battezzato la Pasqua seguente e così divenne cristiano. Martino rimase ufficiale dell'esercito per una ventina d'anni, raggiungendo il grado di ufficiale nelle alae scholares (un corpo scelto). Giunto circa a quaranta, decise di lasciare l'esercito, secondo Sulpicio Severo dopo un acceso confronto con Giuliano, il Cesare delle Gallie in seguito noto come Apostata. Lì Iniziò la seconda parte della sua vita.
Martino s'impegnò nella lotta contro l'eresia ariana, condannata al I concilio di Nicea (325), e venne per questo anche frustato (nella nativa Pannonia) e cacciato, prima dalla Francia, poi da Milano, dove erano stati eletti vescovi ariani.

Nel 357 si recò quindi sull'Isola Gallinara ad Albenga, dove condusse quattro anni di vita in eremitaggio parziale, poiché non del tutto solo, visto che le cronache segnalano che sarebbe stato in compagnia di un prete, uomo di grandi virtù, e per un periodo con Ilario di Poitiers; su quest’isola, dove vivevano le galline selvatiche, si cibava di elleboro, una pianta che ignorava fosse velenosa. Una leggenda narra che trovandosi in punto di morte per aver mangiato quest’erba, pregò e venne miracolato. 

Tornato quindi a Poitiers, al rientro del vescovo cattolico, divenne monaco e venne presto seguito da nuovi compagni, fondando uno dei primi monasteri d'occidente, a Ligugé, sotto la protezione del vescovo Ilario.

### Vescovo di Tours
Nel 371 i cittadini di Tours lo vollero loro vescovo, anche se alcuni chierici avanzarono resistenze per il suo aspetto trasandato e le origini plebee. Come vescovo, Martino continuò ad abitare nella sua semplice casa di monaco e proseguì la sua missione di propagatore della fede, creando nel territorio nuove piccole comunità di monaci. 
Avviò un'energica lotta contro l'eresia ariana e il paganesimo rurale, interrompendo anche cortei funebri per il sospetto di paganesimo. Inoltre predicò, battezzò villaggi, abbatté templi, alberi sacri e idoli pagani, dimostrando comunque compassione e misericordia verso chiunque; ingaggiava scontri se incontrava resistenza armata da parte dei pagani. La sua fama ebbe ampia diffusione nella comunità cristiana dove, oltre ad avere fama di taumaturgo, veniva visto come un uomo dotato di carità, giustizia e sobrietà.
Martino aveva della sua missione di “pastore” un concetto assai diverso da molti vescovi del tempo, uomini spesso di abitudini cittadine e quindi poco conoscitori della campagna e dei suoi abitanti. Uomo di preghiera e di azione, Martino percorreva personalmente i distretti abitati dai servi agricoltori, dedicando particolare attenzione all'evangelizzazione delle campagne. Nel 375 fondò a Tours un monastero, a poca distanza dalle mura, che divenne, per qualche tempo, la sua residenza. Il monastero, chiamato in latino Maius monasterium (monastero grande), divenne in seguito noto come Marmoutier. Nelle comunità monastiche fondate da Martino non c'era comunque ancora l'attenzione liturgica che si riscontrerà successivamente nell'esperienza benedettina grazie all'apostolato di san Mauro: la vita era piuttosto incentrata nella condivisione, nella preghiera e, soprattutto, nell'impegno di evangelizzazione.
Martino morì l'8 novembre 397 a Candes-Saint-Martin, dove si era recato per mettere pace tra il clero locale. La sua morte, avvenuta in fama di santità anche grazie ai miracoli attribuitigli, segnò l'inizio di un culto nel quale la generosità del cavaliere, la rinunzia ascetica e l'attività missionaria erano associate. Tra i miracoli che gli sono stati attribuiti, ci sono anche tre casi di risurrezione, per cui veniva designato Trium mortuorum suscitator, cioè «Colui che resuscitò tre morti».
San Perpetuo, vescovo di Tours dal 461 al 491, commissionò al poeta e retore Paolino di Périgueux una biografia di San Martino di Tours, che fu redatta in versi, distribuiti in sei libri.

## Culto

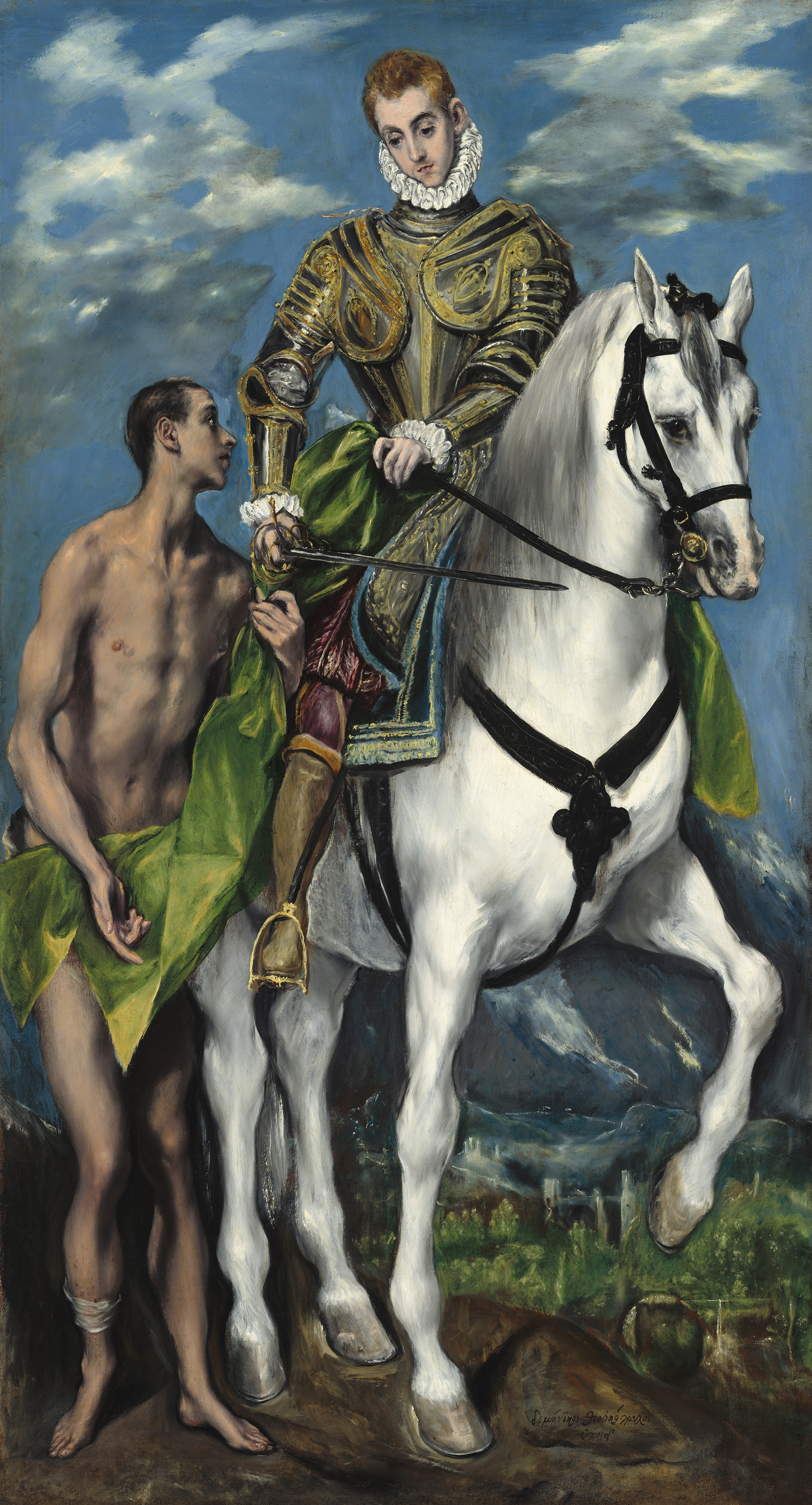
El Greco, San Martino e il mendicante

San Martino di Tours viene ricordato l'11 novembre, sebbene questa non sia la data della sua morte, ma quella della sua sepoltura. Questa data è diventata una festa straordinaria in tutto l'Occidente, grazie alla sua popolare fama di santità e al numero notevole di cristiani che portavano il nome di Martino. Nel Concilio di Mâcon era stato deciso che sarebbe stata una festa non lavorativa.
In Europa sono state dedicate al santo moltissime chiese, fin dal pieno Medioevo. La basilica a lui dedicata in Tours, l'edificio religioso francese più grande di quei tempi, fu tradizionale meta di pellegrinaggi medievali. Nel 1562, in seguito alle lotte di religione che insanguinarono la Francia, fu messa a sacco dai protestanti e le sue spoglie date alle fiamme, tanto era il suo richiamo simbolico. Durante il periodo della rivoluzione francese la basilica fu demolita quasi completamente; rimasero due torri, ancora oggi visibili. Nel 1884 fu progettata una nuova basilica che fu consacrata nel 1925.
Molte chiese in Europa sono dedicate a San Martino. Tra queste Lucca e Belluno hanno dedicato a San Martino la propria Cattedrale. L'11 novembre i bambini delle Fiandre e delle aree cattoliche della Germania e dell'Austria, nonché dell'Alto Adige, partecipano a una processione di lanterne, ricordando la fiaccolata in barca che accompagnò il corpo del santo a Tours. Spesso un uomo vestito come Martino cavalca in testa alla processione. I bambini cantano canzoni sul santo e sulle loro lanterne. Il cibo tradizionale di questo giorno è l'oca. 

Secondo la leggenda, Martino era riluttante a diventare vescovo, motivo per cui si nascose in una stalla piena di oche; il rumore fatto da queste rivelò però il suo nascondiglio alla gente che lo stava cercando. In anni recenti la processione delle lanterne si è diffusa anche nelle aree protestanti della Germania, nonostante il fatto che la Chiesa protestante non riconosca il culto dei santi.

L'episodio delle oche è rimasto nella tradizione scandinava. Una volta si celebrava in tutta la Svezia, mentre ora è rimasto nella regione meridionale della Scania. La sera del 10 novembre si festeggia la tradizione con un menu a base di svartsoppa, zuppa a base di brodo, sangue (preferibilmente d'oca) e spezie, oca e torta di mele.

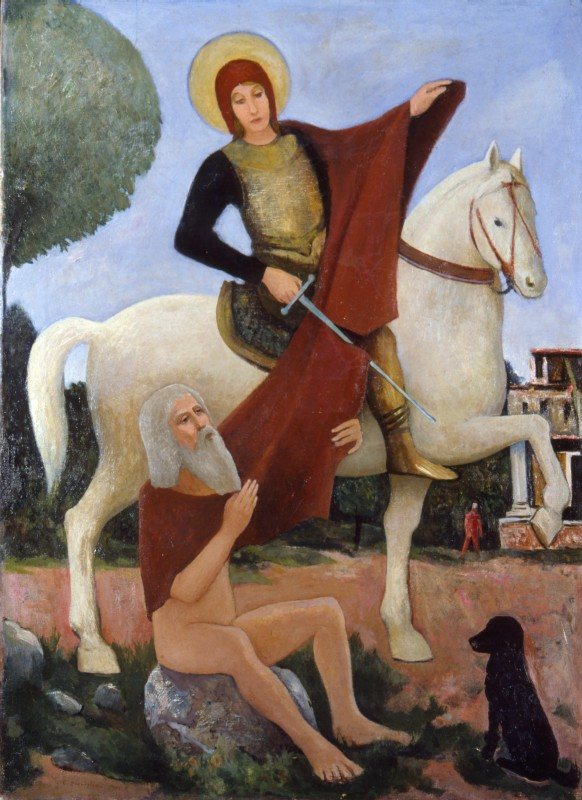
Cesare Breveglieri, San Martino, 1932.

In Italia il culto del Santo è legato alla cosiddetta estate di San Martino la quale si manifesta, in senso meteorologico, all'inizio di novembre e dà luogo ad alcune tradizionali feste popolari. Nel comune abruzzese di Scanno, ad esempio, in onore di San Martino si accendono grandi fuochi detti "glorie di San Martino" e le contrade si sfidano a chi fa il fuoco più alto e durevole. A Venezia e provincia l'11 novembre è usanza preparare il dolce di San Martino, un biscotto dolce di pasta frolla con la forma del Santo con la spada a cavallo, decorato con glassa di albume e zucchero ricoperta di confetti e caramelle (tuttavia questa tradizione si è ormai diffusa in gran parte del Veneto); è usanza inoltre che i bambini della città lagunare intonino un canto d'augurio casa per casa e negozio per negozio, suonando padelle e strumenti di fortuna, in cambio di qualche monetina o qualche dolcetto (vedi Festa di San Martino).
A Palermo si preparano i biscotti di San Martino abbagnati nn'o muscatu (inzuppati nel vino moscato di Pantelleria), a forma di pagnottella rotonda grande come un'arancia e l'aggiunta nell'impasto di semi d'anice (o finocchio selvatico) che conferisce loro un sapore e un profumo particolare. Nel Salento, in particolare a Lecce e provincia, il culto del Santo è molto sentito sia a livello religioso che folcloristico. Si organizzano imponenti pranzi e cene con famiglia e amici festeggiando con carne, castagne, pittule salentine e soprattutto vino. Spesso il giorno successivo viene concesso un ingresso posticipato a scuola o al lavoro.
In molte regioni d'Italia l'11 novembre è simbolicamente associato alla maturazione del vino nuovo (da qui il proverbio "A San Martino ogni mosto diventa vino") ed è un'occasione di ritrovo e festeggiamenti nei quali si brinda, appunto, stappando il vino appena maturato e accompagnato da castagne o caldarroste. Sebbene non sia praticata una celebrazione religiosa a tutti gli effetti (salvo nei paesi dove San Martino è protettore), la festa di San Martino risulta comunque particolarmente sentita dalla popolazione locale. Nel nord Italia, specialmente nelle aree agricole, ancora oggi i contratti (soprattutto di affitto) hanno inizio (e fine) l'11 novembre, data scelta in quanto i lavori nei campi sono terminati. Per questo, scaduti i contratti, chi aveva una casa in uso, soprattutto nelle cascine, doveva lasciarla proprio l'11 novembre e non era inusuale, in quei giorni, imbattersi in carri strapieni di ogni masserizia che si spostavano da un podere all'altro, facendo "San Martino", nome popolare, proprio per questo motivo, del trasloco. Ancora oggi in molti dialetti e modi di dire del nord "fare San Martino" mantiene il significato di traslocare.
Il santo è inoltre ricordato ad Arezzo dal Quartiere di Porta Crucifera, di cui è protettore, uno dei quattro quartieri che disputano la Giostra del Saracino.
In ambito artistico, oltre alla scultura presente nel duomo di Lucca, è da ricordare l'opera del pittore trecentesco Simone Martini che dipinse un ciclo di affreschi sulla vita del santo in una cappella nella chiesa inferiore della Basilica di San Francesco ad Assisi (cappella di San Martino). Da aggiungere anche una curiosità: nella antica Basilica di Santa Maria Assunta a Torcello, San Martino è raffigurato nel mosaico dei 4 grandi Dottori della Chiesa con Ambrogio, Agostino e Gregorio Magno al posto di Girolamo.
Nel paese di Sambughè, in occasione della festa di San Martino, si tiene ogni anno una rievocazione storica che coinvolge attivamente la comunità. L’evento celebra le tradizioni popolari legate al santo, con costumi d’epoca, scenografie e momenti di condivisione.

### Patronati
In Italia, San Martino è considerato patrono dell'Arma di Fanteria dell'Esercito; è stato proclamato patrono del volontariato dalla Conferenza Episcopale Italiana del 2021; inoltre dei seguenti comuni e frazioni italiani:
- Adrara San Martino (BG);
- Albiolo (CO);
- Alseno (PC);
- Apricena (Provincia di FoggiaIFG)
- Arnad (AO);
- Aterrana (AV);
- Ayas (AO);
- Barasso (VA)
- Batignano (GR);
- Belluno;
- Besano (VA);
- Besnate (VA)
- Bessude (SS);
- Biassa (SP);
- Biassono (MB);
- Bibano (TV);
- Bollate (MI);
- Borgarello (PV);
- Bovisio Masciago (MB);
- Brezza di Grazzanise (CE);
- Brogliano (VI);
- Bruino (TO);
- Cadorago (CO);
- Caldarola (TO);
- Calolziocorte (LC);
- Camburzano (BI);
- Campalto (VE);
- Campodipietra (CB);
- Campo San Martino (PD);
- Canossa (RE);
- Carema (TO);
- Carruba (CT);
- Carvico (BG);
- Casanova Elvo (VC);
- Casalecchio di Reno (BO);
- Casalpusterlengo (LO) - compatrono;
- Castelnuovo Bozzente (CO)
- Castel San Niccolò (AR)
- Castel San Vincenzo (IS);
- Castelvecchio di Sante Marie (AQ);
- Castevoli (MS);
- Cazzago di Pianiga (VE);
- Cerveno (BS)
- Cesate (MI) - compatrono
- Chiampo (VI);
- Cigole (BS);
- Cimego (TN);
- Codigoro (FE);
- Conselice (RA);
- Cornuda (TV);
- Cusano Milanino (MI);
- San Martino della Battaglia (BS)
- Drosi (RC);
- Elice (PE);
- Entratico (BG);
- Fabro (TR);
- Falzè di Piave (TV);
- Fanna (PN);
- Foiano della Chiana (AR);
- Follo (SP);
- Gagliano Aterno (AQ);
- Gargnano (BS);
- Giffoni Sei Casali (SA);
- Gordona (SO);
- Gorno (BG);
- Greco Milanese (MI);

- Graffignano (VT);
- Inveruno (MI);
- Ispra (VA);
- Ladino, frazione di Forlì;
- Langosco (PV);
- Lastra a Signa (FI);
- Laureana Cilento (SA);
- Lambrate (MI);
- Latisana (UD);
- Lazise (VR);
- Legnago (VR);
- Legnano (MI);
- Co-patrono di Leffe (BG);
- Levane (AR);
- Macerata Campania (CE);
- Magenta (MI);
- Malnate (VA);
- Marano Lagunare (UD);
- Marone (BS);
- Marchirolo (VA);
- Martina Franca (TA);
- Masera (VB)
- Moniga del Garda (BS);
- Monte Colombo (RN);
- Montemagno (AT);
- Monte San Martino (MC);
- Morgano (TV);
- Mosnigo (TV);
- Mulazzo (MS);
- Negrar (VR);
- Nembro (BG);
- Nereto (TE);
- Nogaredo di Prato (UD);
- Noriglio (TN);
- Noceto (PR);
- Onzo (SV);
- Ormea (CN);
- Orsenigo (CO);
- Paese (TV);
- Palanzano (PR)
- Palestro (PV);
- Passons (UD);
- Perticara (RN);
- Perledo (LC);
- Peschiera del Garda (VR);
- Petriano (PU);
- Pianiga (VE);
- Pietrasanta (LU);
- Piove di Sacco (PD);
- Pinzano al Tagliamento (PN);
- Pontey (AO);
- Povegliano Veronese (VR);
- Premilcuore (FC);
- Reda (RA);
- Rezzo (IM);
- Riccione (RN);
- Riola Sardo (OR);
- Rocca di Neto (KR);
- Roccatederighi (GR);
- Rufina (FI);
- Salizzole (VR);
- Sarnico (BG);
- Scarlino (GR);
- San Martino al Cimino (VT);

- San Martino al Tagliamento (PN);
- San Martino Buon Albergo (VR);
- San Martino del Carso (GO);
- San Martino Cilento (SA);
- San Martino Alla Palma (FI);
- San Martino delle Scale (PA);
- San Martino di Castrozza (TN);
- San Martino (Colle Umberto) (TV);
- San Martino di Finita (CS);
- San Martino di Lupari (PD);
- San Martino di Taurianova (RC);
- San Martino di Venezze (RO);
- San Martino in Rio (RE);
- San Martino in Strada (LO);
- San Martino Sannita (BN);
- San Martino Siccomario (PV);
- San Martino Spino (MO)
- San Martino Valle Caudina (AV);
- Sergnano (CR);
- Serravalle Scrivia (AL);
- Serre (SA);
- Sesto Fiorentino (FI);
- Settingiano (CZ);
- Sinalunga (SI);
- Socchieve (UD);
- Solopaca (BN);
- Soncino (CR);
- Sorbo Serpico (AV);
- Soriano Calabro (VV);
- Sovere (BG);
- Spadafora (ME) Nell'omonima frazione si tiene ogni anno la processione del Santo: i portatori fanno ballare il fercolo al ritmo delle marce suonate dalla banda locale come: "Pippo", "Brulisan", "Vendemmiale", "Salernitana". Poiché il paese in dialetto si chiama "San Mattinu", il santo viene chiamato "Santu San Mattinu"
- Stella San Martino (SV);
- Tavernerio (CO);
- Taviano (LE);
- Terruggia (AL);
- Tirano (SO);
- Toirano (SV);
- Tolmezzo (UD);
- Torgnon (AO);
- Torre Boldone (BG);
- Torre d'Arese (PV);
- Torre di Mosto (VE);
- Torreano (UD);
- Torria (Chiusanico - IM);
- Traversetolo (PR);
- Tregnago (VR);
- Treviglio (BG);
- Treviso Bresciano (BS);
- Tromello (PV);
- Vedelago (TV);
- Uzzano (PT);
- Verrayes (AO);
- Valdieri (CN);
- Vallecorsa (FR);
- Valle di Cadore (BL);
- Varano de' Melegari (PR);
- Veduggio con Colzano (MB);
- Velva (GE);
- Vezza d'Oglio (BS);
- Vignone (VB);
- Vigo di Cadore (BL);
- Vigodarzere (PD);
- Villa San Martino (RA);
- Vergiate (VA);
- Villapizzone (MI);
- Zoppola (PN);
- Zuclo (TN).

La Cattedrale di Pistoia venne dedicata a San Martino data la sua dipendenza dalla diocesi di Lucca dall'VIII secolo.

### Nell'arte

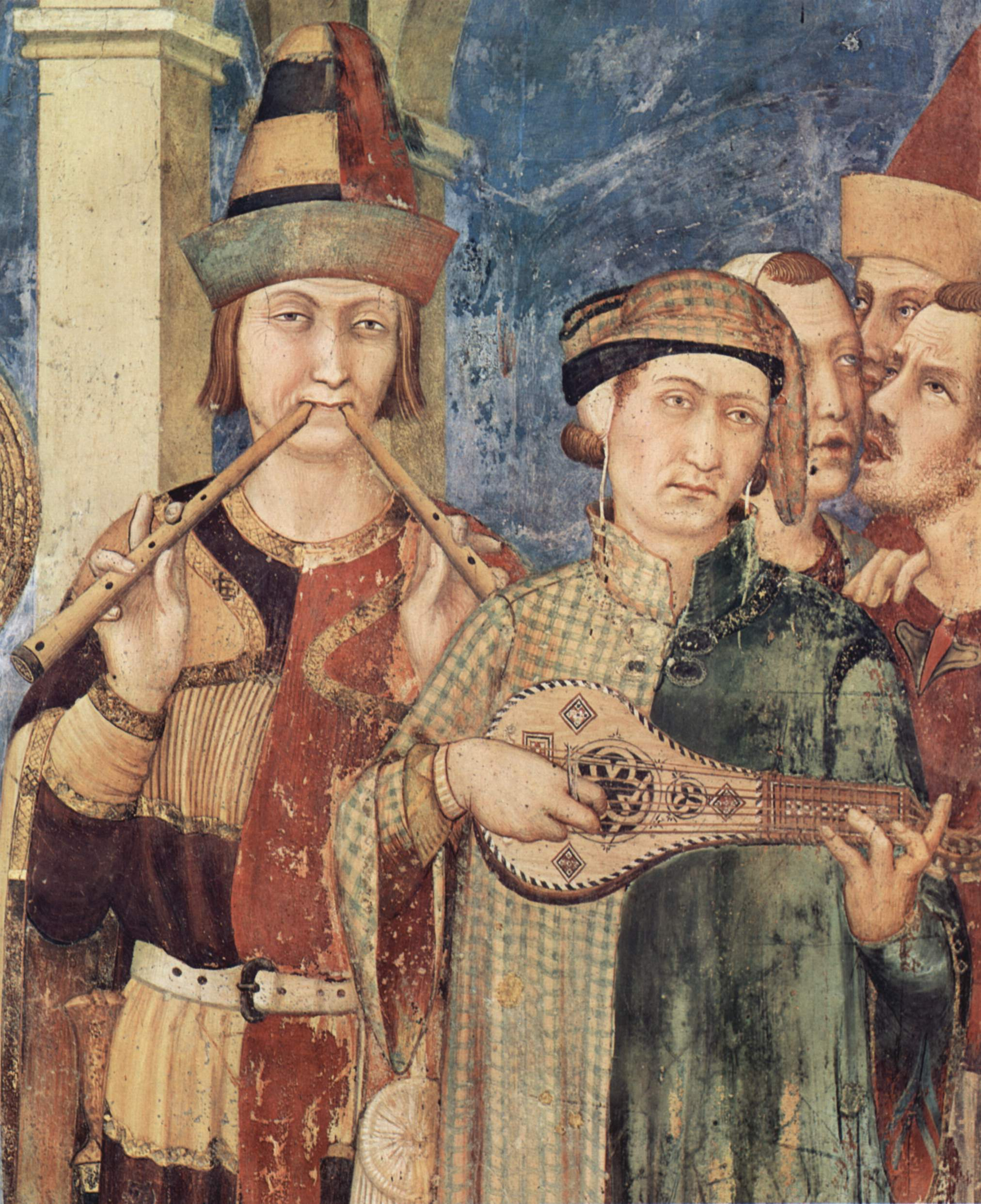
Investitura di San Martino (dettaglio dei musici), Cappella di San Martino, Basilica inferiore di San Francesco d'Assisi

Tra il 1312 e il 1318 Simone Martini affrescò la cappella a lui dedicata nella Basilica inferiore ad Assisi con dieci episodi della vita del santo.

### Pellegrinaggi
Dal 2009, per iniziativa dei governi della Repubblica d'Ungheria e della Repubblica di Slovenia, con l'aiuto dell'Unione europea, è stato inaugurato un itinerario di pellegrinaggio dedicato a San Martino che, sotto il nome di Via Sancti Martini, unisce, oltre ai luoghi di nascita e di morte del santo, anche varie località in Italia, Croazia, Francia e Germania.. Il progetto europeo nel 2019 sta arrivando alla sua tappa finale; una parte del tracciato percorso dal Santo è stata studiata durante il pellegrinaggio organizzato partendo dalla città natale di Martino, Szombathely in Ungheria, fino ad Albenga. Il progetto vuole mettere al centro la figura di Martino come pellegrino tra i popoli europei, nello spirito dell'accoglienza reciproca.